# آرون پاتریک
آرون پاتریک (انگلیسی: Arron Patrick؛ زادهٔ ۱۴ مارس ۱۹۸۷) بازیکن فوتبال اهل بریتانیا است.